# 塞爾維亞國家銀行
塞爾維亞國家銀行 (羅馬化：Narodna banka Srbije)是塞爾維亞的中央銀行。

## 職責
- 1.制定貨幣政策
- 2.發行貨幣
- 3.促使貨幣穩定與維持良好的金融結構。

## 外部連結
- 塞爾維亞國家銀行 Archive.today的存檔，存档日期2012-06-05